# Cão Jarbas
Jarbas, o Cão é um personagem de tiras cômicas criado em 1989 pelo cartunista e autor teatral brasileiro Ruy Jobim Neto, publicado nacionalmente desde 1996.

## Tiras Cômicas
As primeiras tiras cômicas do personagem Jarbas começaram a ser escritas quando o cartunista Ruy Jobim Neto ainda cursava Cinema na ECA-USP, em 1989. A maior parte dos da série de tiras foi concebida neste ano, os personagens foram tomando forma à medida que eram escritos, sendo que Jarbas foi registrado na Escola Nacional de Belas Artes no dia 1 de abril de 1989.
Jarbas somente iria estrear em jornais em abril de 1993. As primeiras tiras eram finalizadas com estilete e retículas importadas da Inglaterra, anos mais tarde começaram a ser escaneadas após a arte-final, e colorizadas em computador.
Quando as tiras começaram a ser publicadas em jornais, elas tinham o título original de "Nós…E Eles", mas os próprios jornais o rebatizaram naturalmente para "Jarbas", devido ao carisma do personagem.
A série Jarbas segue a linha das "family strips" (tiras de família) numa fusão com as "animal strips" (tiras de animais), como categorizam os syndicates americanos. Teve como fonte de inspiração ou influência o tipo de humor utilizado nas tiras americanas "Hi & Lois" (de Dik Browne e Mort Walker) e "Hägar, O Horrível" (de Dik Browne).

## Publicações
Em novembro de 1996, chega às bancas de todo o Brasil a revista "Brincadeiras do Jarbas", publicação bimestral editada pela Bentivegna Editora, de São Paulo,com passatempos e tiras cômicas do personagem Jarbas, com distribuição nacional pela DINAP, do Grupo Abril. A revista completou 10 anos de bancas de revista em 2006.
Em 2002, lançou, pela Bentivegna Editora o livro Na Tigela com Jarbas, uma coletânea de tiras cômicas do personagem Jarbas e os outros oito personagens da série. São 112 páginas coloridas em dez "lições com mestre" sobre a arte do bem viver canino, e tem apresentação do Prof. Waldomiro Vergueiro, do Núcleo de Pesquisas em Histórias-em-Quadrinhos da ECA-USP (NPHQ). O livro foi indicado a Melhor Lançamento Infantil para o Troféu HQ Mix 2003.

## Jarbas na educação
Em 2006, a equipe de professores brasileiros, levados pela CAPES ao Timor-Leste, começou a utilizar os desenhos de Jarbas em apostilas muitidisciplinares (que iam do Esporte à Língua Portuguesa). Jarbas foi o mascote de uma campanha de livros para serem enviados ao Timor-Leste, neste mesmo ano.
Jarbas apareceu no Jornal da Tarde, de São Paulo, em página inteira escrita e desenhada por Ruy Jobim Neto sobre a utilização de Histórias-em-Quadrinhos em sala-de-aula, na edição de 29 de outubro de 2006.
Entre a parte escrita e desenhada, havia duas páginas de quadrinhos coloridas em que Jarbas contracenava com Santos-Dumont, no dia do voo do 14-Bis, nos Campos de Bagatelle, em Paris. O material foi produzido num convênio do JT com o NCE/ECA-USP (Núcleo de Comunicação e Educação), coordenado pelo Prof. Ismar de Oliveira Soares.

## Personagens da tira
- Jarbas - personagem central da série de tiras que leva o seu nome, Jarbas é um cão irremediavelmente entediado com a raça humana, pois acha que o mundo seria melhor se fosse gerenciado pelos cães. Sua frase: "Cães, cães, humanos à parte".
- Júnior - o menino, amigo mais próximo de Jarbas e totalmente perdido em relação a Bianca, sua namorada.
- Bianca - é a namorada de Júnior, a que demonstra por que as mulheres têm a sabedoria das coisas. Foi criada em 2000.
- Juliana - a irmã adolescente de Júnior. Bela e jovem, ela é o objeto de possessão do gato Francis.
- Francis - assim batizado graças a um jornalista que ele gostava de ver na TV, acha que é o dono de sua dona Juliana, de quem morre de ciúmes. Mas é outro sem jeito com as mulheres.
- Nikka - o canário adorador de Luciano Pavarotti, é a criança, o que faz as perguntas mais tolas.
- Lúcio - o buldogue vizinho de Jarbas. É um metido a qualquer coisa, louco para superar a empáfia de Jarbas, tentando sempre colocá-lo intelectualmente contra a parede, o que é impossível. Foi criado em 2000.
- Jorge - o dono de Jarbas e pai de Juliana e Júnior. Casado com Edna, mãe dos garotos, é um apaixonado por pescaria aos domingos.
- Edna - a mãe, também é jovem, ela e Juliana se confundem por serem parecidas. Edna quer ensinar canções de Beberto Carlos ao canário Nikka, que só ouve mesmo Pavarotti.
- Melissa - é uma gatinha meiga e manhosa, a mais novinha dentre os personagens, foi criada em 2003 para atazanar a vida amorosa do gato Francis.